# 28-й истребительный авиационный полк
Не следует путать с 28-м гвардейским истребительным авиационным полком
Не следует путать с 28-м истребительным авиационным полком ПВО
Не следует путать с 28-м «А» истребительным авиационным полком ПВО
28-й истреби́тельный авиацио́нный полк — воинская часть Вооружённых сил СССР в Великой Отечественной войне.

## История
Полк сформирован 28 августа 1941 — двадцать экипажей 27-го истребительного авиационного полка ПВО с самолётами МиГ-3 были переданы на Северо-Западный фронт и составили 28-й истребительный авиационный полк.
В составе действующей армии с 28 августа 1941 по 20 ноября 1941 года.
Действовал на холмском и демянском направлениях, прикрывая войска 27-й армии в составе 4-й смешанной авиационной дивизии. Так, лётчики полка в частности совершали вылеты над Молвотицами, Демянском, в сентябре-октябре 1941 года вели воздушные бои над Селигером.

20 ноября 1941 года расформирован.

## Подчинение
| Дата            | Фронт (округ)            | Армия      | Корпус | Дивизия                                      | Примечания |
| --------------- | ------------------------ | ---------- | ------ | -------------------------------------------- | ---------- |
| 01.09.1941 года | Северо-Западный фронт    | 27-я армия | -      | 4-я смешанная авиационная дивизия            | -          |
| 01.10.1941 года | Северо-Западный фронт    | 27-я армия | -      | 4-я смешанная авиационная дивизия            | -          |
| 01.11.1941 года | Северо-Западный фронт    | -          | -      | 4-я смешанная авиационная дивизия            | -          |
| 20.11.1941 года | Московский военный округ | -          | -      | 1-й запасной истребительный авиационный полк | -          |

## Командиры
- капитан Рындин Василий Ильич, 1941—1942 гг.